# Marian Foik
Marian Foik   (Bielszowice, 6 d'octubre de 1933 - Varsòvia, 20 de maig de 2005) fou un atleta polonès, especialista en curses de velocitat, que va competir durant les dècades de 1950 i 1960.
Durant la seva carrera esportiva va prendre part en tres edicions dels Jocs Olímpics d'Estiu, el 1956, 1960 i 1964. En aquestes participacions va guanyar una medalla de plata en els 4×100 metres del programa d'atletisme de 1964, formant equip equip amb Andrzej Zieliński, Wieslaw Maniak i Marian Dudziak. També destaca una quarta posició en els 200 metres als Jocs de Roma de 1960 i una sisena en els 4×100 metres en els de Melbourne de 1956.
En el seu palmarès també destaquen dues medalles de plata al Campionat d'Europa d'atletisme de 1962, en els 200 metres i els 4x100 metres. Entre 1955 i 1965 va guanyar 18 campionats polonesos: sis en els 100 metres (1955, 1957, 1958, 1960, 1961 i 1964), sis en els 200 metres, (1955, 1957, 1958, 1960, 1961 i 1964) i sis en els 4x100 metres (1955, 1958, 1961, 1963, 1964 i 1965). Va establir fins a trenta rècords nacionals en aquestes tres distàncies.

## Millors marques
- 100 metres. 10.2" (1961)
- 200 metres. 20.6" (1960)
- 400 metres. 48.8" (1963)[5]